# Ếch sừng Brazil
Ếch sừng Brazil, tên khoa học Ceratophrys aurita, là một loài ếch trong họ Ceratophryidae (trước đây coi là thuộc về họ Leptodactylidae.) Chúng là loài đặc hữu của Brasil.
Các môi trường sống tự nhiên của chúng là các khu rừng ẩm ướt đất thấp nhiệt đới hoặc cận nhiệt đới, đầm nước ngọt, đầm nước ngọt có nước theo mùa, và ao. Loài này đang có khả năng bị đe dọa do mất môi trường sống, mặc dù vậy,đôi khi chúng được làm thú cưng.